# Conops valoka
Conops valoka är en tvåvingeart som beskrevs av Smith 1966. Conops valoka ingår i släktet Conops och familjen stekelflugor. Inga underarter finns listade i Catalogue of Life.